# 阿赫梅德加尔
阿赫梅德加尔（Ahmedgarh），是印度旁遮普邦Sangrur县的一个城镇。总人口28007（2001年）。

## 人口
该地2001年总人口28007人，其中男性14946人，女性13061人；0—6岁人口3218人，其中男1813人，女1405人；识字率70.39%，其中男性为74.27%，女性为65.96%。